# Есін Енгін
Есін Енгін (тур. Esin Engin; 17 травня 1945, Сівас — 4 травня 1997, Стамбул) — турецький композитор, аранжувальник, співак, диригент та музикант.
Народився 17 травня 1945 року в кримськотатарській родині. Музикою почав займатися у п'ятирічному віці. Есін Енгін із самого дитинства вивчав твори відомих композиторів класичної музики та турецьку народну музику. Його основним музичним інструментом був уд. У США, де він здобув середню шкільну освіту, навчався грі на фортепіано, а також ознайомився з видатними зразками західної музики. В цей же час досконало оволодів мистецтвом гармонії та композиції. В подальшому закінчив середню школу журналістики Стамбульського університету, та вокальний відділ консерваторії муніципалітету Стамбула.
На початку своєї кар'єри працював у якості музиканта, іноді у якості сольного вокаліста у відомих оркестрах того періоду. Також озвучував звукові доріжки в кінофільмах, і виконував пісні в кіно. Першу 45-ку він записав в 1968 році. Вперше гучно заявив про себе великим дебютом, коли випустив дві 45-ки у 1972 році, вони називалися: «Приходь на кастинг Зульфія» та «Танго». У «Приходь на кастинг, Зульфія» він вперше виконав класичну турецьку музику, зробивши її дуже голосною, в сучасній манері, однак не завдаючи шкоди оригіналу. У творі «Танго» він відтворив виконання славетних танго 30-х років двадцятого століття, однак при цьому впровадив різні аранжування, намагаючись надати якісно нове звучання відомим стилістичним жанрам. У 1973 році він випустив свій твір під назвою «Подай мені руки / Море очей» 45-ку, та ще один твір — «Сучасні п'єси». Цей інструментальний альбом, який гармонізував народну традиційну музику, не завдаючи шкоди її оригінальному неповторному звучанню, та втілив її засобами свого оркестру, привернув велику увагу широкого загалу, та побив рекорди продажів. Це зіграло велику роль у популяризації народної турецької музики за кордоном. Після цього успіху Есін Енґін випустив в різні роки інші альбоми, такі як "Anadolu " в 1974 році, "Modern Fasıl " в 1978 році, і « Modern Oyun Havaları». В подальшому, в його творчому доробку були різні здобутки: у 1974 році альбоми "Роки, які не повернулись / Поглянь на камінь Анкари ", "Танголар " та "Від минулого до сьогодні ", "Я закохався / я прийшов до тебе " у 1976 році, «Ви також є друзями з нас». Він продовжив свою роботу з піснями хітом 45-х, таких як " Гурур Дуярим " та "Генюль Оюн / Севмесін Єтер " у 1978 році.
Як аранжувальник, диригент та музикант з 1972 року він був абсолютною запорукою успіху за лаштунками турецької естради та багатьох інших артистів турецької арт-музики. Sezen Аксу, Ерол Евгін, Zerrin Озера, Некхет Дура, Nilüfer, Ільхан Ірем, Таня Окан, Тьюл Озери, Есмер, Айла Алга, Ерол Буюкберк, Ömür Göksel, Атілла Atasoy, Gönül Аккор, Йилдирим Gurses, Семіраміс Пеккан, Алі Kocatepe і Фусун За його підтримки та натхнення світ почув імена багатьох артистів, в тому числі таких як Önal. Есін Енгін створив багато хітів, та творів турецької естради, турецької художньої музики. З такими композиторами, як Меліх Кібар, Бора Аяноглу та Сельмі Андак ; Він працював з композиторами, такими як Cigdem Талу, ülkü Aker і Фікрет Сенс .
У 1980 р. він написав музику до таких музичних творів, як " Компанія чудес Хісселі ", а в 1984 р. — " Люкюс Хаят ", багатьох мюзиклів, таких як " Кривава нігар ", " Ферманлі Делі Хазретлері ", "Божевільні люди цього світу ", " Чесна родина ", "Він створив багато театральних п'єс, таких як "Дружні до журналістів ", "Очі Стамбула Махмура " та "Ревізор ".
В області кіномузики, він працював з такими режисерами, майстрами, як Осман Ф. Seden і Atıf Йилмаз . У 1986 році він виконав класичну музику серіалу " Çalıkuşu ", в якій Айдан Шенер відіграв головну роль. Кінофільми, такі як " Цюбюк ", « Мої мрії, моя любов і ти», " Жінка не має імені ", « Король мандрівників»; Він створив незабутні композиції для телесеріалів, таких як " Вбивство Йола Паласа ", " Дві жінки ", " Татлі Бетюш ", " Гюль дикен ", " Дві сестри ", " Цюре ".
Есін Енґін, який захворів на рак крові в 1994 році, склав більшість своїх саундтреків у своєму ліжку.
В останній період він створив такі альбоми як "Ностальгічний російський циган ", " Циганський вогонь ", " Саундтреки ". Він помер від раку 4 травня 1997 року.

## Дискографія
- Сучасні ігрові ефіри (1973)
- Анатолія (1973)
- Від минулого до сьогодення (1974)
- Сучасні ігрові ефіри 2 (1975)
- Гра Погода, Vol. 1 (1989)
- Гра Погода, Vol. 2 (1995)
- Fiftetelli — Гра на погоду, Vol. 3
- Гра Погода, Vol. 4 (1996)
- Саундтрек, Vol. 1 (1995)
- Саундтрек, Vol. 2 (2000, посмертний альбом)
- Саундтрек, Vol. 3 (2000, посмертний альбом)
- Сучасна глава (1978)
- Ностальгічний розділ (1992)
- Танголяр (1974 р., Перевиданий у 1996 р.)
- Son Tango (1998, посмертний альбом)[6]
- Найкраще з танцю живота з Туреччини
- Ностальгічний російський циган (1990)
- Циганський вогонь (1990)
- Найкраще з Росії

## Фільмографія

### Композитор фільму
- Кривава нігар (1981)
- Аділь Тітка (1983)
- Çalıkuşu (Корольок — пташка співоча) (1986)
- Народжений знову (1987)
- Мої мрії, моя любов і ти (1987)
- Вигнання (він же «Вигнання») (1992)
- Солодкий Бетус (1993)

### Актор
- Що сім не робить (1970)
- Я в біді (1973)